# Героон

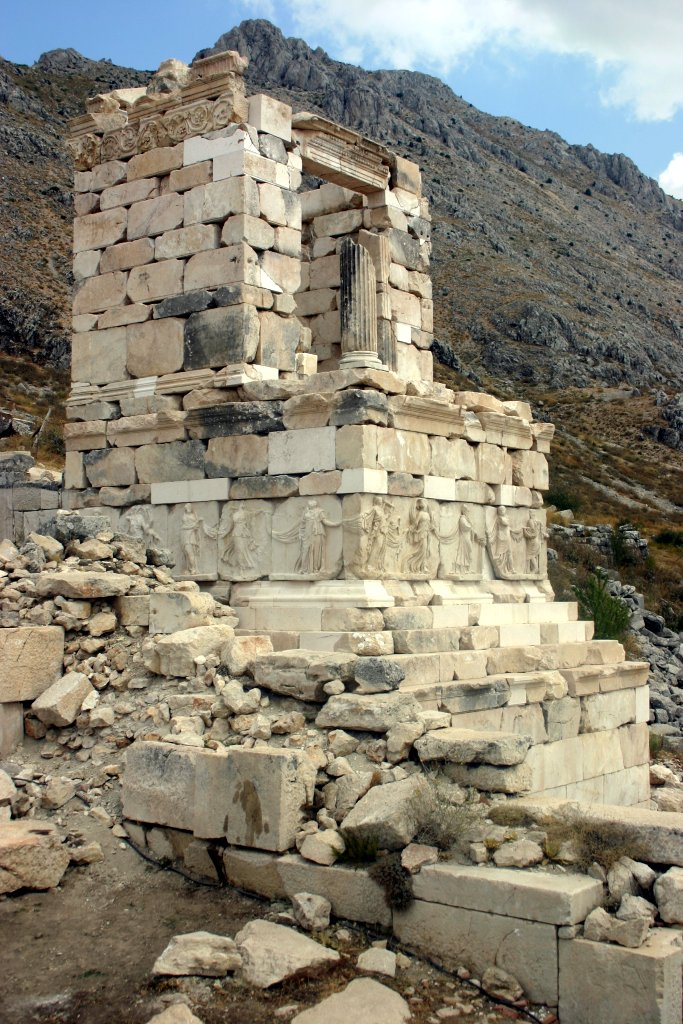
Героон в Сагалассосе

Героон (др.-греч. ἡρῷον) — античное святилище, посвящённое герою. Обычно воздвигалось на предполагаемой могиле или месте гибели данного героя, или у его кенотафа.
Культ героев был широко распространён в Древней Греции и Риме. Герои составляли отдельный класс персонажей античной мифологии, их образы играли важную роль в формировании культурной идентичности жителей античного полиса. Героон был центром этого культа. Он мог содержать останки героя. При этом нередко в разных местах находились герооны одного и того же героя.

## Некоторые известные герооны
- Героон эпохи Августа в Сагалассосе
- Героон в Олимпии
- Библиотека Цельса в Эфесе
- Героон Андромахи в Пергаме
- Святилище Пандиона в Афинах